# Rennrodel-Europameisterschaften 2019
Die 50. Rennrodel-Europameisterschaften wurden vom 9. bis 10. Februar 2019 im Rahmen des 8. Weltcuprennens der Saison 2018/19 auf der Rennrodelbahn Oberhof in Oberhof, Deutschland ausgetragen. Die von der Fédération Internationale de Luge de Course organisierten kontinentalen Titelkämpfe fanden nach 1979, 1998, 2004 und 2013 zum fünten Mal in Oberhof statt. Es wurden Race-in-Race-Wettbewerbe (die Weltcuprennen sind zugleich auch Europameisterschaftsrennen) in den Einsitzern für Männer und Frauen, dem Doppelsitzer sowie in der Disziplin der Teamstaffel ausgetragen. Abgesehen vom letzten Wettbewerb wurden alle Wettbewerbe planmäßig in zwei Läufen entschieden.

## Vergabe

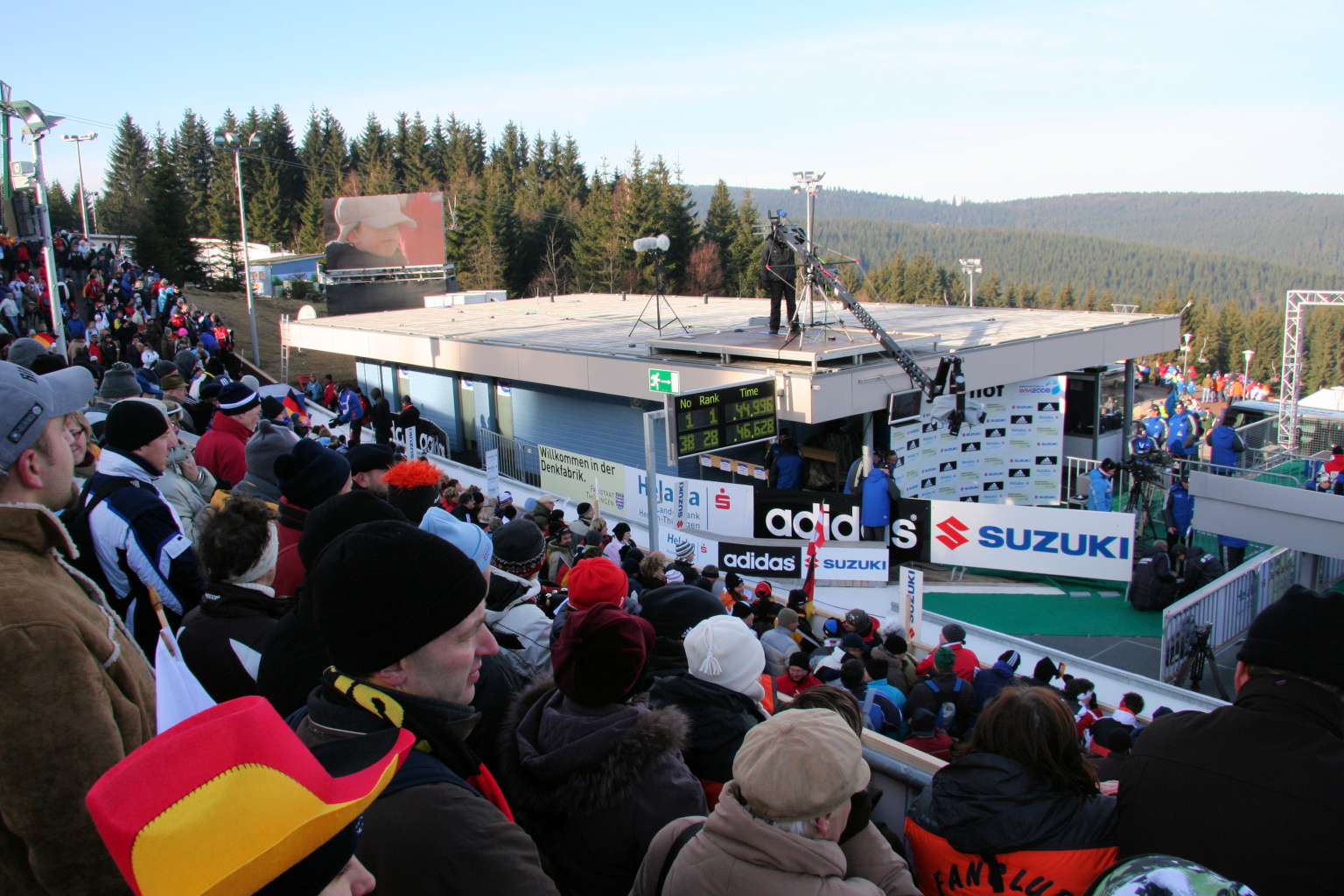
Zielauslauf und Zuschauertribüne bei den Rennrodel-Europameisterschaften 2008 in Oberhof

Im April 2018 gab der Rennrodelweltverband FIL bekannt, dass die 50. Rennrodel-Europameisterschaften 2019 im Rahmen des 8. Weltcuprennens der Saison 2018/19 in Oberhof stattfinden werden. Oberhof hatte sich auch um die Austragung der Rennrodel-Weltmeisterschaften 2021 beworben, war aber Calgary unterlegen.

## Titelverteidiger
Bei den vergangenen Europameisterschaften 2018 in Sigulda siegten Tatjana Iwanowa im Frauen-Einsitzer, Semjon Pawlitschenko im Männer-Einsitzer, das Doppelsitzerpaar Toni Eggert und Sascha Benecken sowie die Teamstaffel Russlands in der Besetzung Tatjana Iwanowa, Semjon Pawlitschenko und Alexander Denissjew/Wladislaw Antonow.

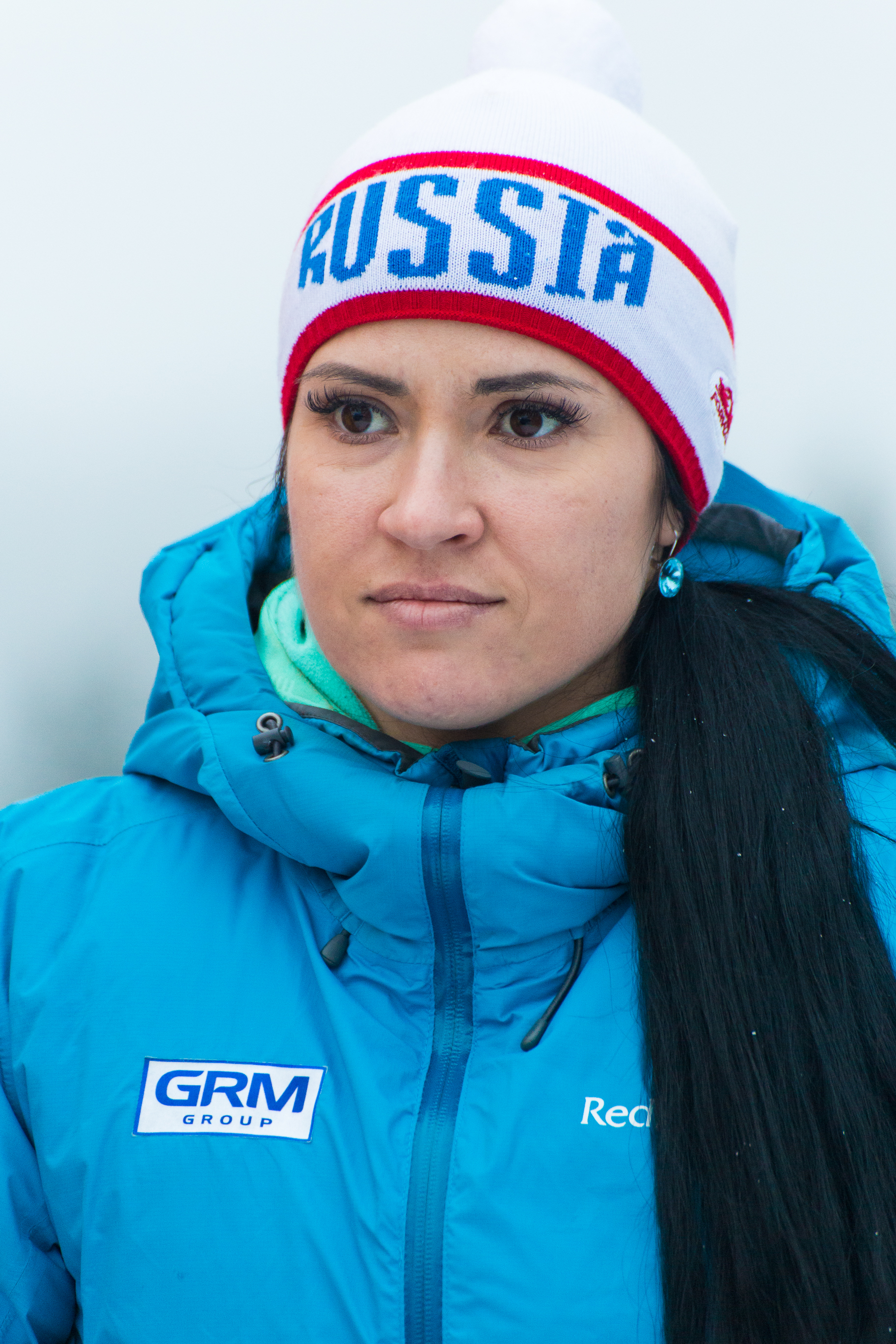
Tatjana Iwanowa
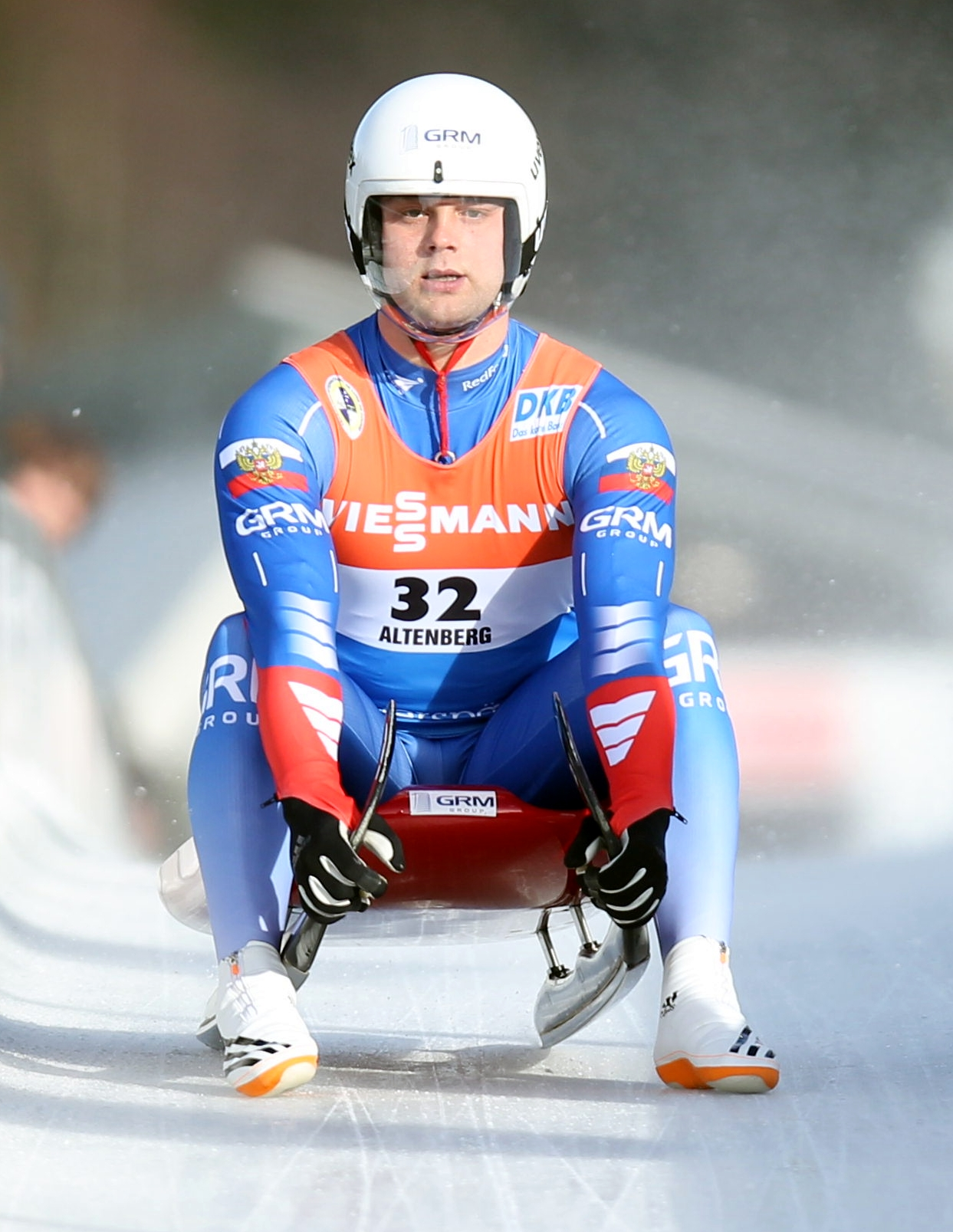
Semjon Pawlitschenko
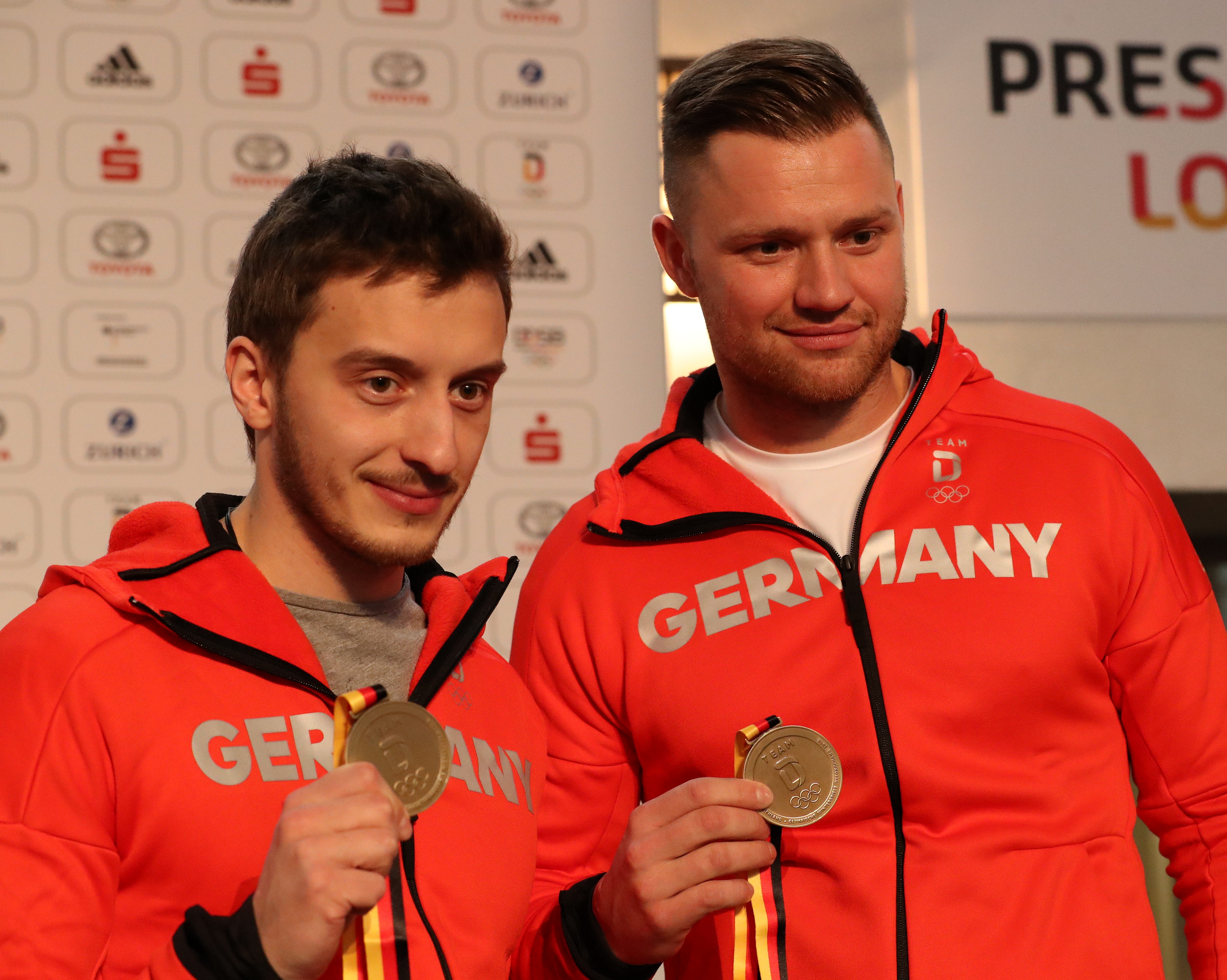
Toni Eggert/Sascha Benecken
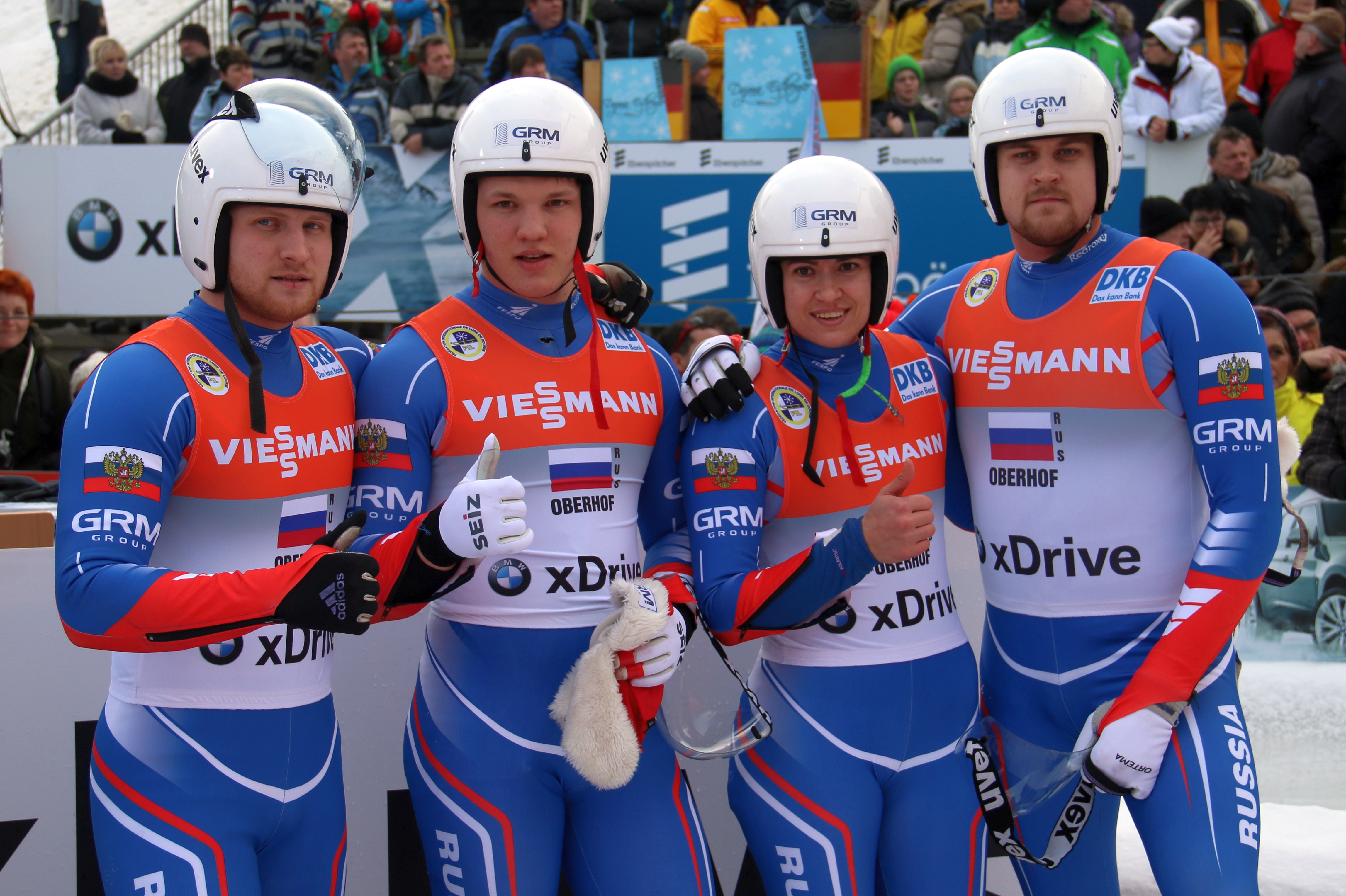
Alexander Denissjew, Tatjana Iwanowa und Wladislaw Antonow, mit Roman Repilow (2. v. l.)
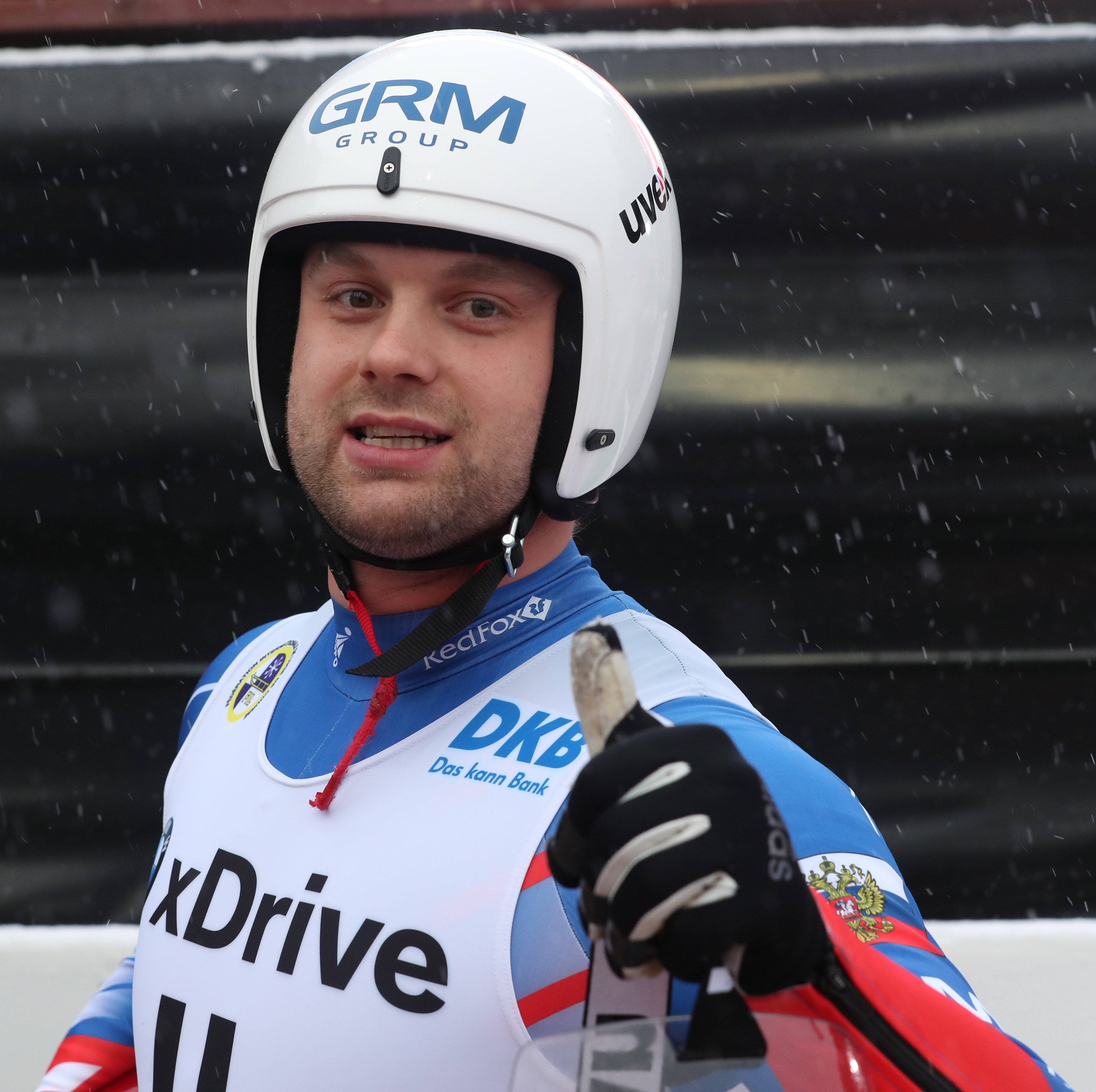
Semjon Pawlitschenko

## Einsitzer der Frauen

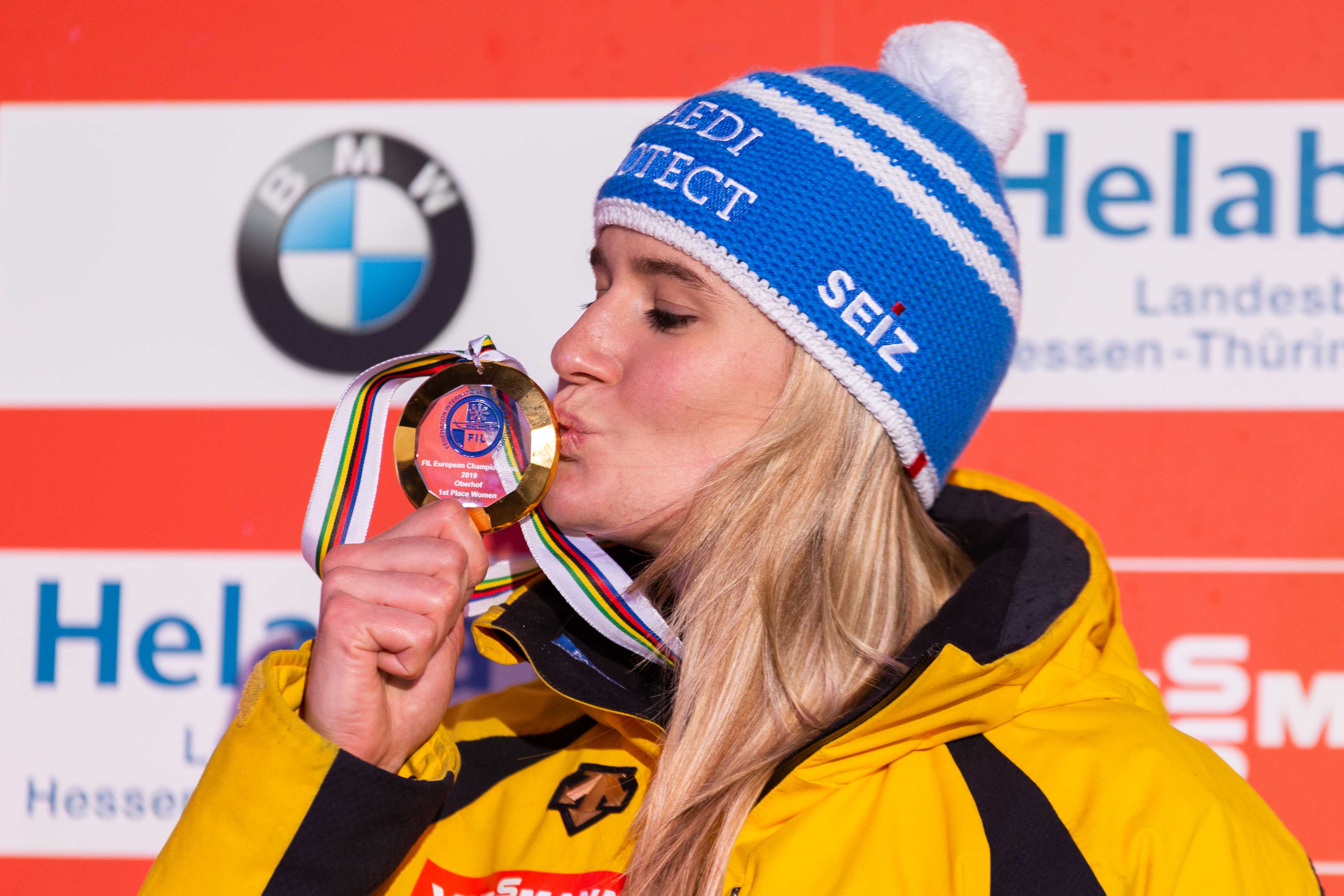
Natalie Geisenberger, Europameisterin im Einsitzer der Frauen

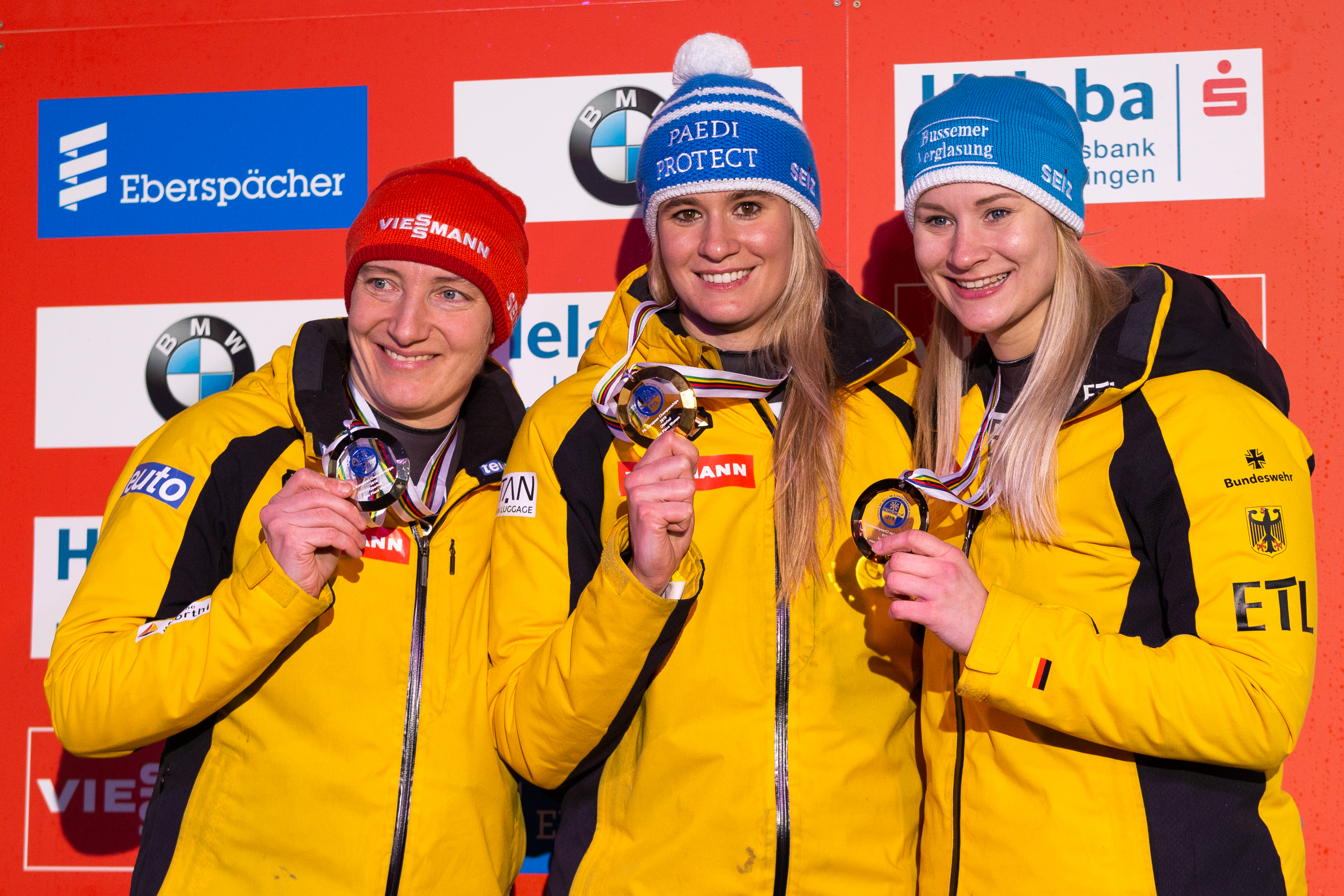
Tatjana Hüfner, Natalie Geisenberger und Dajana Eitberger

| Platz | Sportlerin               | Laufzeiten        | Zeit             |
| ----- | ------------------------ | ----------------- | ---------------- |
| 01    | Natalie Geisenberger     | 41,365 s 41,445 s | 1:22,810 Minuten |
| 02    | Tatjana Hüfner           | 41,462 s 41,571 s | 1:+0,223 s       |
| 03    | Dajana Eitberger         | 41,455 s 41,672 s | 1:+0,317 s       |
| 04    | Andrea Vötter            | 41,651 s 41,519 s | 1:+0,360 s       |
| 05    | Julia Taubitz            | 41,706 s 41,480 s | 1:+0,376 s       |
| 06    | Tatjana Iwanowa          | 41,665 s 41,702 s | 1:+0,557 s       |
| 07    | Jekaterina Baturina      | 41,804 s 41,584 s | 1:+0,578 s       |
| 08    | Natalie Maag             | 41,688 s 41,708 s | 1:+0,586 s       |
| 09    | Ulla Zirne               | 41,717 s 41,695 s | 1:+0,602 s       |
| 10    | Madeleine Egle           | 41,897 s 41,519 s | 1:+0,606 s       |
| 11    | Elīza Cauce              | 41,649 s 41,771 s | 1:+0,610 s       |
| 12    | Wiktorija Demtschenko    | 41,707 s 41,730 s | 1:+0,627 s       |
| 13    | Raluca Strămăturaru      | 41,820 s 41,643 s | 1:+0,653 s       |
| 14    | Sandra Robatscher        | 41,726 s 41,793 s | 1:+0,709 s       |
| 15    | Kendija Aparjode         | 41,785 s 41,738 s | 1:+0,713 s       |
| 16    | Jekaterina Katnikowa     | 42,142 s 41,647 s | 1:+0,979 s       |
| 17    | Ewa Kuls-Kusyk           | 41,996 s 42,008 s | 1:+1,194 s       |
| 18    | Katarína Šimoňáková      | 42,212 s 41,981 s | 1:+1,383 s       |
| 19    | Olena Stezkiw            | 41,917 s 42,546 s | 1:+1,653 s       |
| 20    | Mihaela-Carmen Manolescu | 42,531 s 42,395 s | 1:+2,116 s       |
| 21    | Daria Obratov            | 43,236 s 42,826 s | 1:+3,252 s       |
| 22    | Dania Obratov            | 43,211 s 43,112 s | 1:+3,513 s       |
| 23    | Danielle Louise Scott    | 45,036 s 42,795 s | 1:+5,021 s       |
| 24    | Elsa Desmond             | 42,911 s 45,681 s | 1:+5,782 s       |
| DNF   | Klaudia Domaradzka       |                   |                  |

## Einsitzer der Männer

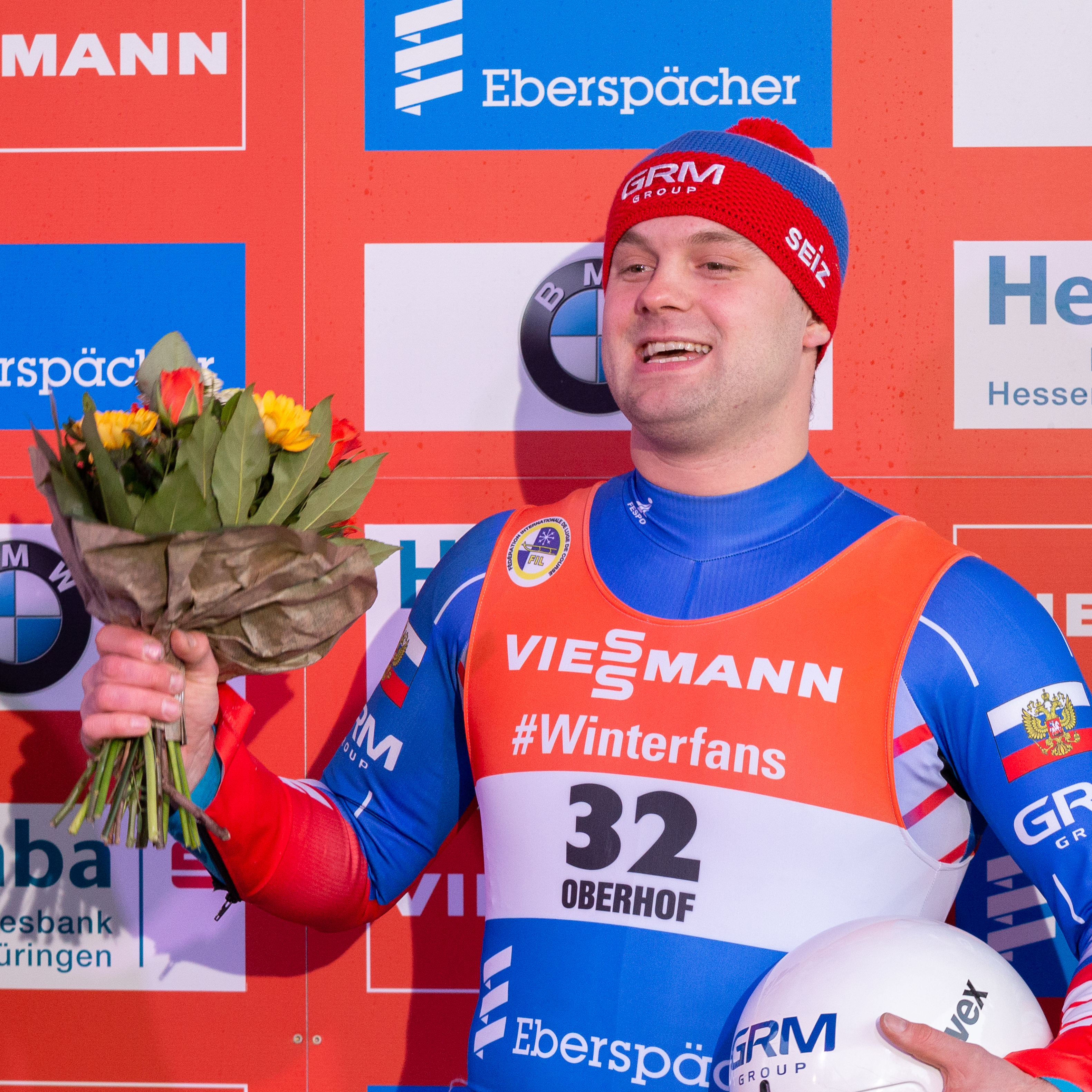
Semjon Pawlitschenko, Europameister im Einsitzer der Männer

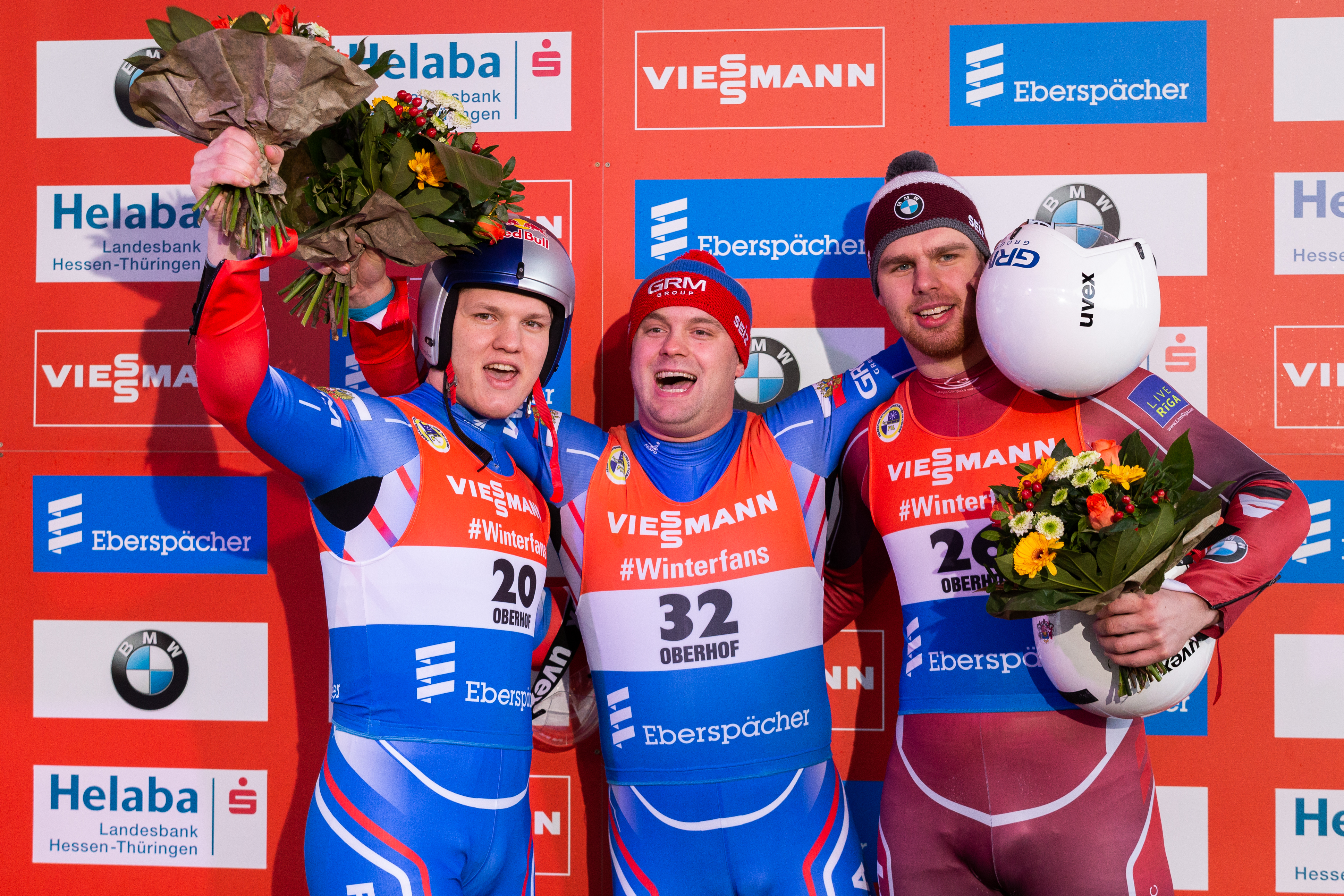
Roman Repilow, Semjon Pawlitschenko, Kristers Aparjods

| Platz | Sportler                | Laufzeiten        | Zeit             |
| ----- | ----------------------- | ----------------- | ---------------- |
| 01    | Semjon Pawlitschenko    | 43,231 s 42,972 s | 1:26,203 Minuten |
| 02    | Roman Repilow           | 43,188 s 43,059 s | 1:+0,044 s       |
| 03    | Kristers Aparjods       | 43,290 s 43,094 s | 1:+0,181 s       |
| 04    | Reinhard Egger          | 43,259 s 43,140 s | 1:+0,196 s       |
| 05    | Johannes Ludwig         | 43,302 s 43,143 s | 1:+0,242 s       |
| 06    | David Gleirscher        | 43,398 s 43,078 s | 1:+0,273 s       |
| 07    | Felix Loch              | 43,290 s 43,191 s | 1:+0,278 s       |
| 08    | Dominik Fischnaller     | 43,362 s 43,214 s | 1:+0,373 s       |
| 09    | Chris Eißler            | 43,386 s 43,269 s | 1:+0,452 s       |
| 10    | Inārs Kivlenieks        | 43,605 s 43,170 s | 1:+0,572 s       |
| 11    | Sebastian Bley          | 43,412 s 43,375 s | 1:+0,584 s       |
| 12    | Artūrs Dārznieks        | 43,396 s 43,510 s | 1:+0,703 s       |
| 13    | Jonas Müller            | 43,447 s 43,514 s | 1:+0,758 s       |
| 14    | Riks Rozītis            | 43,383 s 43,598 s | 1:+0,778 s       |
| 15    | Stepan Fjodorow         | 43,491 s 43,577 s | 1:+0,865 s       |
| 16    | Kevin Fischnaller       | 43,447 s 43,625 s | 1:+0,869 s       |
| 17    | Mateusz Sochowicz       | 43,565 s 43,508 s | 1:+0,870 s       |
| 18    | Jozef Ninis             | 43,519 s 43,560 s | 1:+0,876 s       |
| 19    | Alexander Gorbazewitsch | 44,140 s 43,240 s | 1:+1,177 s       |
| 20    | Maciej Kurowski         | 43,682 s 43,699 s | 1:+1,178 s       |
| 21    | Valentin Crețu          | 43,915 s 43,726 s | 1:+1,438 s       |
| 22    | Svante Kohala           | 43,991 s 43,863 s | 1:+1,651 s       |
| 23    | Andrij Mandsij          | 44,227 s 44,010 s | 1:+2,034 s       |
| 24    | Michael Lejsek          | 44,395 s 44,463 s | 1:+2,665 s       |
| 25    | Žiga Biruš              |                   |                  |
| 26    | Jakub Šimoňák           |                   |                  |
| DNF   | Anton Dukatsch          |                   |                  |
| DNF   | Wolfgang Kindl          |                   |                  |
| DNF   | Andrei Turea            |                   |                  |
| DSQ   | Pawel Angelow           |                   |                  |

## Doppelsitzer

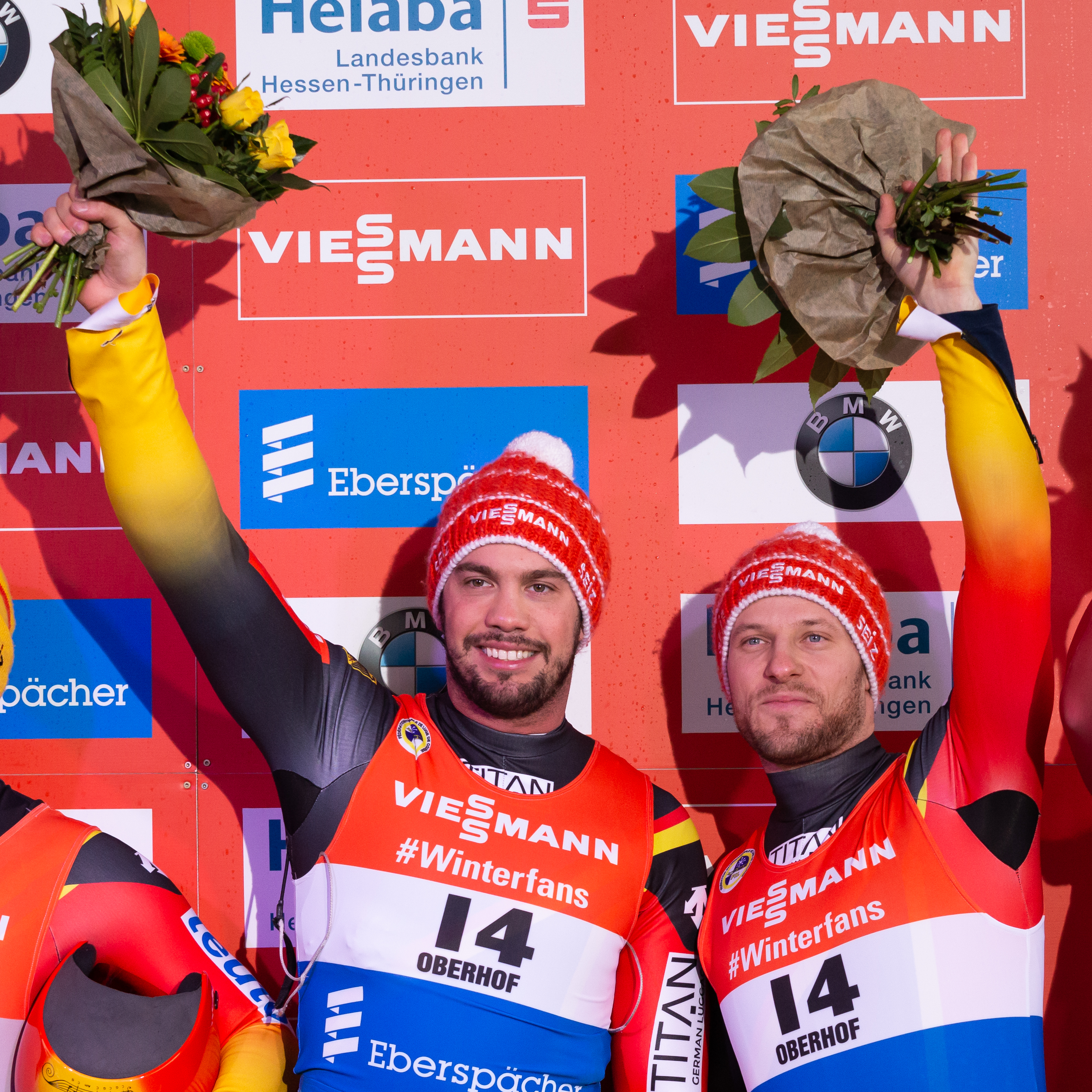
Tobias Wendl/Tobias Arlt, Europameister im Doppelsitzer

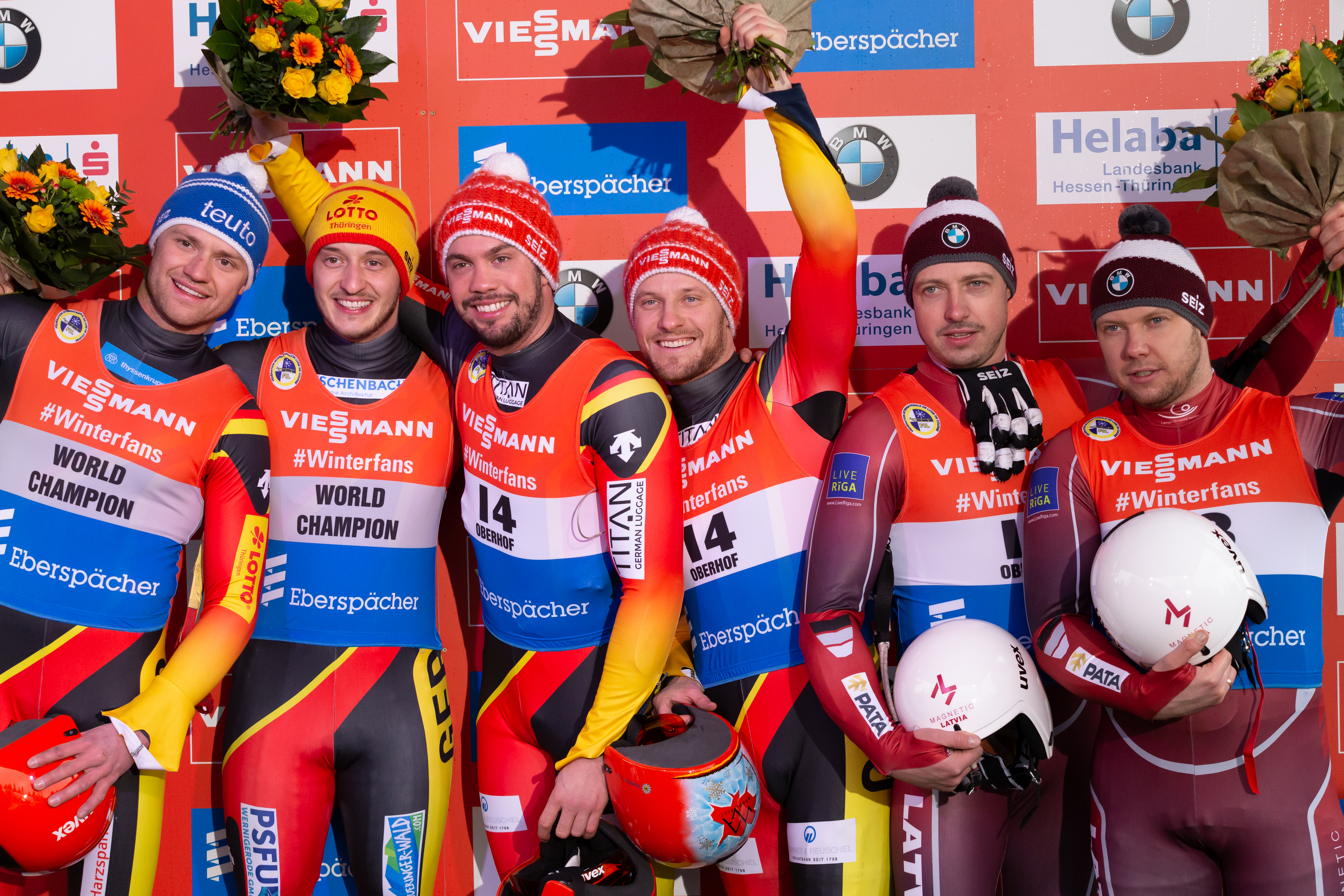
Toni Eggert/Sascha Benecken, Tobias Wendl/Tobias Arlt, Andris Šics/Juris Šics

| Platz | Sportler                                | Laufzeiten        | Zeit             |
| ----- | --------------------------------------- | ----------------- | ---------------- |
| 01    | Tobias Wendl/Tobias Arlt                | 40,963 s 40,988 s | 1:21,951 Minuten |
| 02    | Toni Eggert/Sascha Benecken             | 41,154 s 40,997 s | 1:+0,200 s       |
| 03    | Andris Šics/Juris Šics                  | 41,159 s 41,115 s | 1:+0,323 s       |
| 04    | Thomas Steu/Lorenz Koller               | 41,232 s 41,269 s | 1:+0,550 s       |
| 05    | Alexander Denissjew/Wladislaw Antonow   | 41,275 s 41,414 s | 1:+0,738 s       |
| 06    | Kristens Putins/Imants Marcinkēvičs     | 41,199 s 41,540 s | 1:+0,788 s       |
| 07    | Emanuel Rieder/Simon Kainzwaldner       | 41,425 s 41,352 s | 1:+0,826 s       |
| 08    | Oskars Gudramovičs/Pēteris Kalniņš      | 41,332 s 41,510 s | 1:+0,891 s       |
| 09    | Wsewolod Kaschkin/Konstantin Korschunow | 41,493 s 41,459 s | 1:+1,001 s       |
| 10    | Wladislaw Juschakow/Juri Prochorow      | 41,290 s 41,814 s | 1:+1,153 s       |
| 11    | Ihor Stachiw/Andrij Lyssezkyj           | 41,919 s 42,084 s | 1:+2,052 s       |
| 12    | Filip Vejdělek/Zdeněk Pěkný             | 42,534 s 42,492 s | 1:+3,075 s       |
| 13    | Robin Geueke/David Gamm                 | 41,330 s 44,200 s | 1:+3,579 s       |
| 14    | Wojciech Chmielewski/Jakub Kowalewski   | 48,028 s 41,471 s | 1:+7,548 s       |
| DSQ   | Ivan Nagler/Fabian Malleier             |                   |                  |

## Teamstaffel

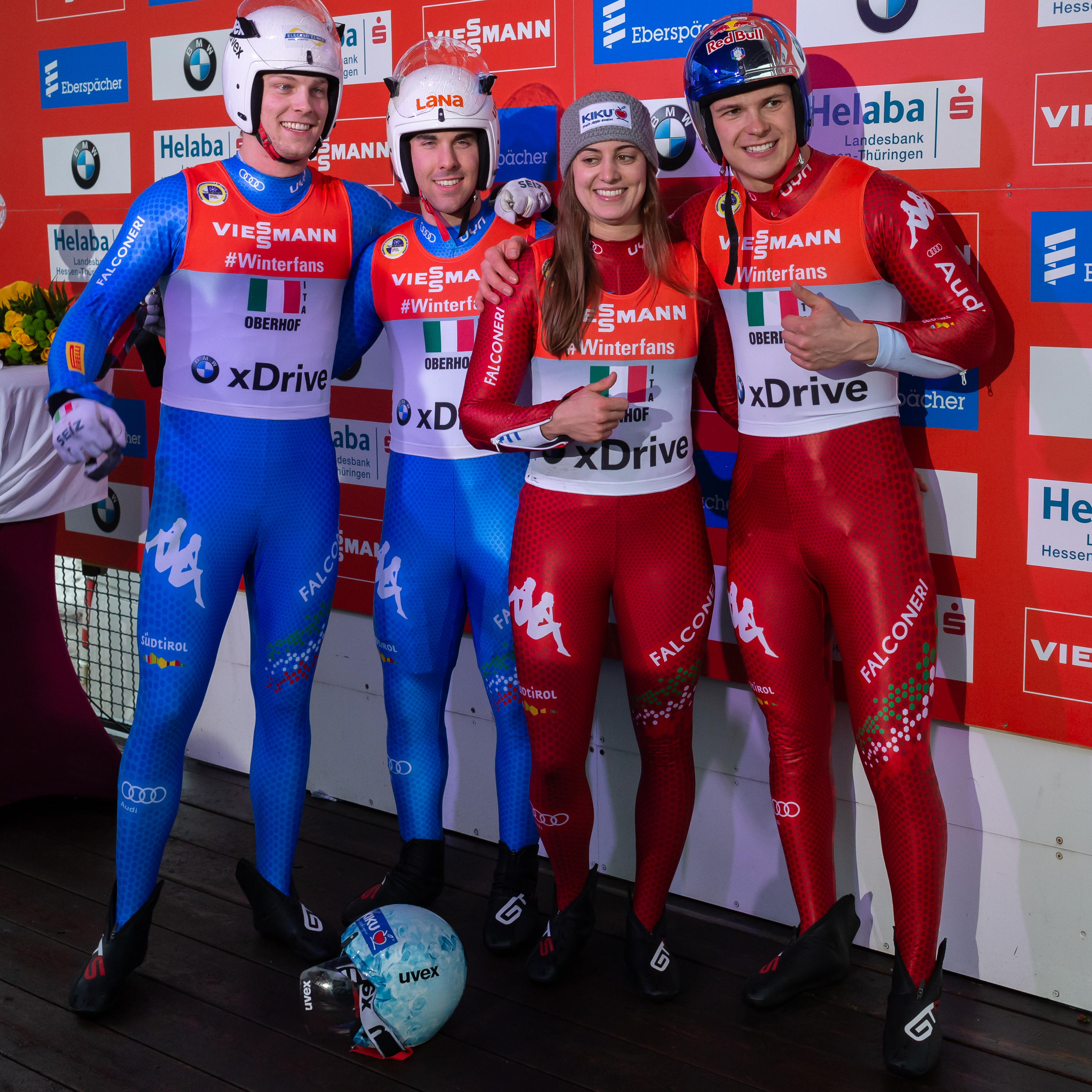
Teamstaffel Italien: Ivan Nagler, Fabian Malleier, Andrea Vötter, Dominik Fischnaller

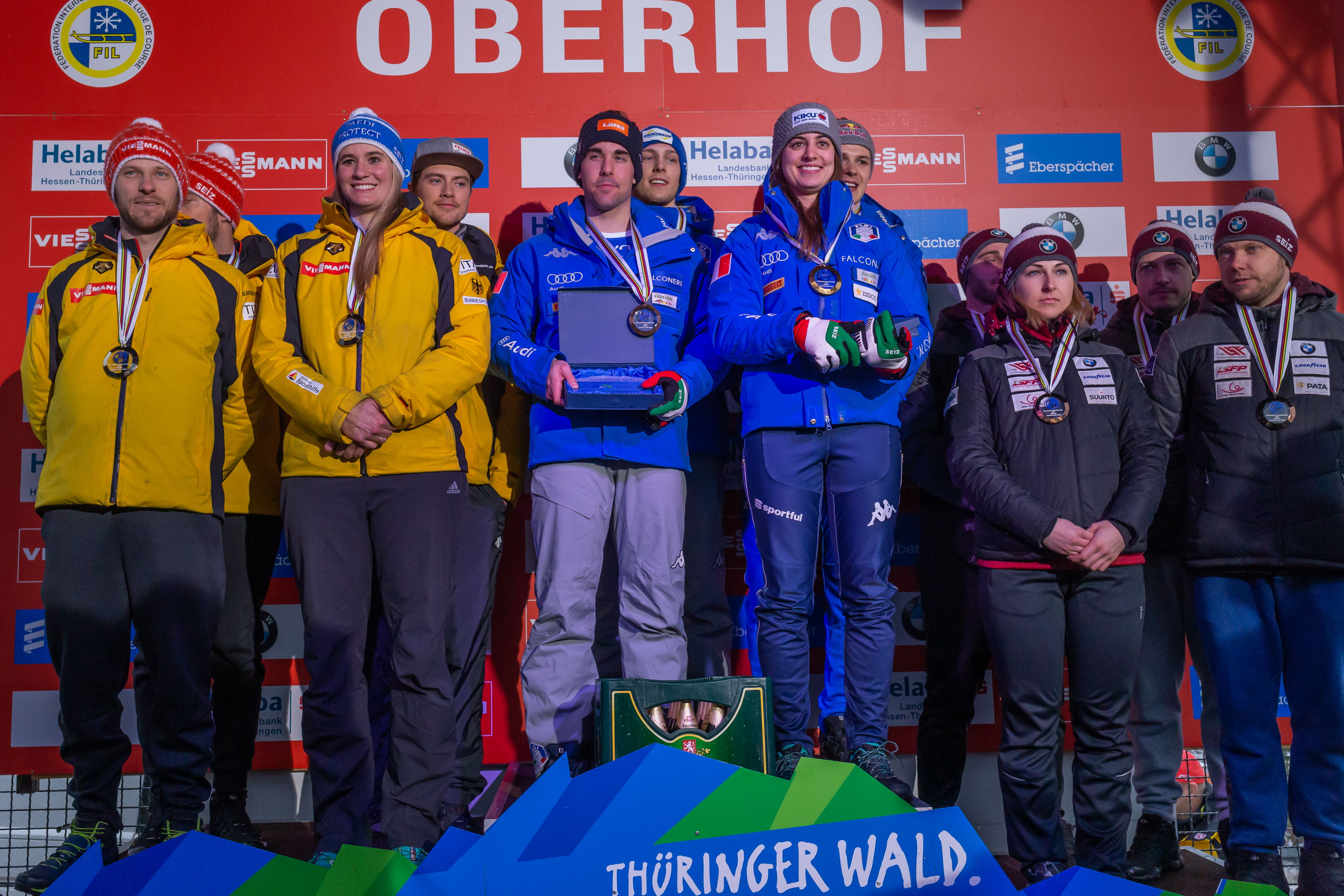
Teamstaffel Deutschland, Teamstaffel Italien, Teamstaffel Lettland

| Platz | Sportler                                                                           | Zeit             |
| ----- | ---------------------------------------------------------------------------------- | ---------------- |
| 01    | ItalienAndrea Vötter Dominik Fischnaller Ivan Nagler Fabian Malleier               | 2:22,827 Minuten |
| 02    | DeutschlandNatalie Geisenberger Johannes Ludwig Tobias Wendl Tobias Arlt           | 1:+0,116 s       |
| 03    | LettlandElīza Cauce Inārs Kivlenieks Andris Šics Juris Šics                        | 1:+0,429 s       |
| 04    | ÖsterreichMadeleine Egle David Gleirscher Thomas Steu Lorenz Koller (Rennrodler)   | 1:+0,801 s       |
| 05    | RusslandTatjana Iwanowa Semjon Pawlitschenko Alexander Denissjew Wladislaw Antonow | 1:+0,837 s       |
| 06    | PolenEwa Kuls-Kusyk Mateusz Sochowicz Wojciech Chmielewski Jakub Kowalewski        | 1:+1,876 s       |
| 07    | UkraineOlena Stezkiw Anton Dukatsch Ihor Stachiw Andrij Lyssezkyj                  | 1:+2,437 s       |

## Medaillenspiegel
| Platz | Land        | Gold | Silber | Bronze | Gesamt |
| ----- | ----------- | ---- | ------ | ------ | ------ |
| 1     | Deutschland | 2    | 3      | 1      | 5      |
| 2     | Russland    | 1    | 1      | 0      | 3      |
| 3     | Italien     | 1    | 0      | 0      | 1      |
| 4     | Lettland    | 0    | 0      | 3      | 0      |